# 静岡県道321号和地山曳馬停車場線
静岡県道321号和地山曳馬停車場線（しずおかけんどう321ごう わじやまひくまていしゃじょうせん）は静岡県浜松市中央区を通る県道である。

## 概要

### 路線データ
- 陸上距離：1.8km
- 起点：浜松市中央区住吉三丁目（国道257号、静岡県道364号湖東和合線交点）
- 終点：浜松市中央区曳馬四丁目（遠州鉄道曳馬停車場）

## 歴史
- 1960年4月1日 認定

## 重複区間
なし

## 地理
起点側から進んだ場合には高台中学校西側Ｔ字路で北へ曲がる必要がある。県道番号には小さく矢印が付けられてはいるものの、道路上には県道が曲がっている旨を示す行先案内がは存在しないため起点側から向かう場合は注意が必要である。なお道なりに進むと市道へ入ってしまうが、すぐに合流できるため特に問題は無い。
また国道152号バイパスより東側はセンターラインも存在しない住宅街の狭路であるが、県道標識は数箇所のみ存在する。終点近辺には県道を表す標識が全く存在しないため、現地を訪れる際にはあらかじめ地図で確認しておく必要がある。
なお、起点となる和合町交差点を除き、接続路線上の交差点にはこの道路が県道321号である事を示す案内標識が無い。

### 通過する自治体
- 静岡県
  - 浜松市（中央区）

### 接続路線
- 国道257号
- 静岡県道364号湖東和合線
- 国道152号